# Circ glacial

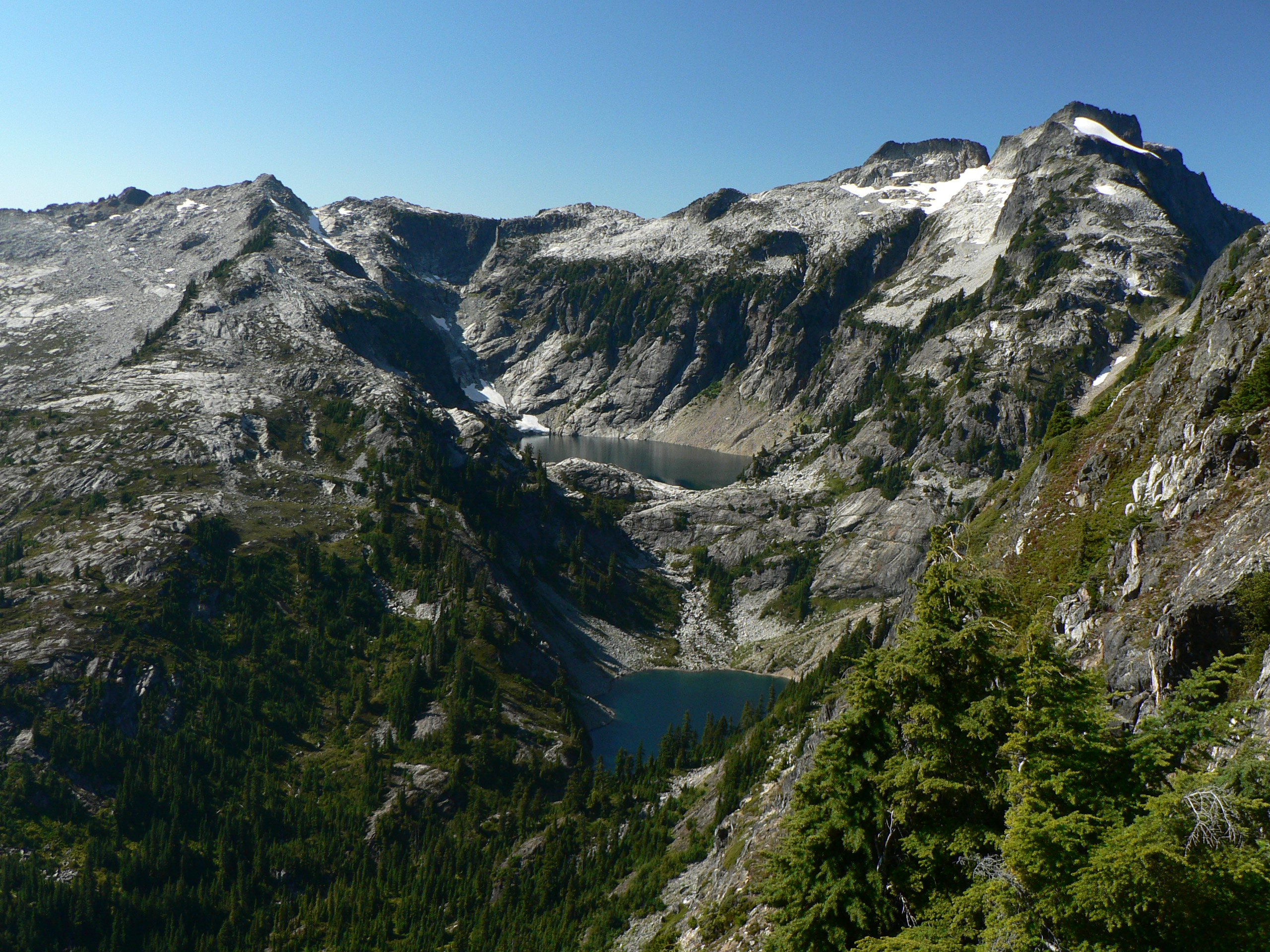
Circ la serralada de les Cascades, dins del Parc Nacional de les Cascades del Nord, a l'estat de Washington. S'hi pot observar les parets que l'envolten pel darrere i amb un llac ocupant el fons de la depressió.

Un circ glacial (glacialisme, periglacialisme) és una forma de relleu i modelat glacial, constituïda per una depressió muntanyosa semicircular, amb forma d'amfiteatre, encaixada en un vessant, relativament plana i dominada per parets abruptes (les muralles de circ). El circ glacial sovint resta afaiçonat a la roca al lloc on hi ha una glacera, la qual pot ser de dimensions molt modestes i formar nínxols d’algunes desenes de metres d’amplària o de gran vastitud formant la capçalera de les valls glacials. Es formen als llocs on s'originen les glaceres, a prop dels cims de les muntanyes i acostumen a tenir una orientació nord o nord-est a l'hemisferi nord, i al contrari a l'hemisferi sud, atès que són les zones més protegides de l'acció solar.

## Formació
Es formen per l'acció erosiva d'una glacera, generalment per sobreexcavació, ja que els materials en estrats inferiors són de naturalesa més tova i són més fàcilment erosionables. La sobreexcavació és un procés erosiu produït principalment per les glaceres. L'efecte és causat per dos agents, que són la distensió i la compressió, i això fa que el gel, en alguns casos i en algunes zones en particular, pugi i s'enlairi en sentit contrari a la gravetat. Aquest efecte produeix una disgregació de terreny i que, posteriorment, quan es retira el glaç, és habitual que s'hi formi un llac.

Nogensmenys, actualment hi ha hipòtesis que sostenen que la major part dels circs no s'han format directament per l'acció del gel glacial, sinó que són producte de l'erosió fluvial, el vulcanisme i despreniments de dipòsits inestables de roques. D'aquesta manera, posteriorment, s'hi podria dipositar la neu i derivar en la glacera. Aquesta teoria donaria resposta a les formacions de circs en terrenys on no hi ha registre de presència de gel en el registre geològic.

Esquema del procés de formació d'un circ.

## Formes
Els circs glacials poden ser de dimensions molt variables. Generalment, se situen entre els 400 m i 800 m d'ample i entre els 200 m i 500 m de profunditat.
Poden ocupar petites depressions d’unes desenes de metres d’amplària o arribar fins als extensos amfiteatres que alimenten les grans glaceres. Hi ha els circs simples, en forma de petits clots o nínxols excavats en els vessants d’una muntanya, i els circs complexos, que integren un conjunt de circs simples i són units formant la part superior d’una vall glacial. Els circs són separats i tancats per crestes rocalloses i horns o pics muntanyosos aguts que són el resultat de la coalescència de tres o més circs glacials adjacents que, en retrocedir les seves capçaleres, creen una forma piramidal de parets molt rostes o verticals, limitades per tres o més arestes que determinen l’agudesa d’aquest cim. (Morfotip: el Mont Cervin o Matterhorn, Suïssa i Itàlia).

## Teories glacialistes i antiglacialistes
L’origen dels circs ha estat un tema de discussió entre glacialistes (ultaglacialistes) i antiglacialistes. Segons els antiglacialistes, els circs només són una adaptació produïda pel glaç, de conques de recepció torrencials. Però s'ha observat circs formats en vessants on no existien aquestes conques, i l’origen dels quals no ha pogut ésser altre que la sobreexcavació de nínxols d’innivació per processos alternants de gelivació i fusió, en mesura de l’alternança de les condicions climàtiques.